# Gante-Wevelgem 1985
La Gante-Wevelgem 1985 fue la 47.ª edición de la carrera ciclista Gante-Wevelgem y se disputó el 10 de abril de 1985 sobre una distancia de 262 km.  
El vencedor fue el belga Eric Vanderaerden (Panasonic) se impuso en la prueba. El australiano Phil Anderson y el también belga Rudy Dhaenens fueron segundo y tercero respectivamente.

## Clasificación final
| Posición | Ciclista                   | Equipo       | Tiempo   |
| -------- | -------------------------- | ------------ | -------- |
| 1        | Eric Vanderaerden          | Panasonic    | 6h20'00" |
| 2        | Phil Anderson              | Panasonic    | s.t.     |
| 3        | Rudy Dhaenens              | Hitachi      | s.t.     |
| 4        | Francis Castaing           | Peugeot      | s.t.     |
| 5        | William Tackaert           | Fangio       | s.t.     |
| 6        | Jozef Lieckens             | Lotto-Merckx | s.t.     |
| 7        | Sean Kelly                 | Skil         | s.t.     |
| 8        | Jacques Hanegraaf          | Kwantum      | s.t.     |
| 9        | Fons van Katwijk           | Elro Snacks  | s.t.     |
| 10       | Jean-Philippe Vandenbrande | Hitachi      | s.t.     |